# Кызыл-Дагский сумон (Бай-Тайгинский кожуун)

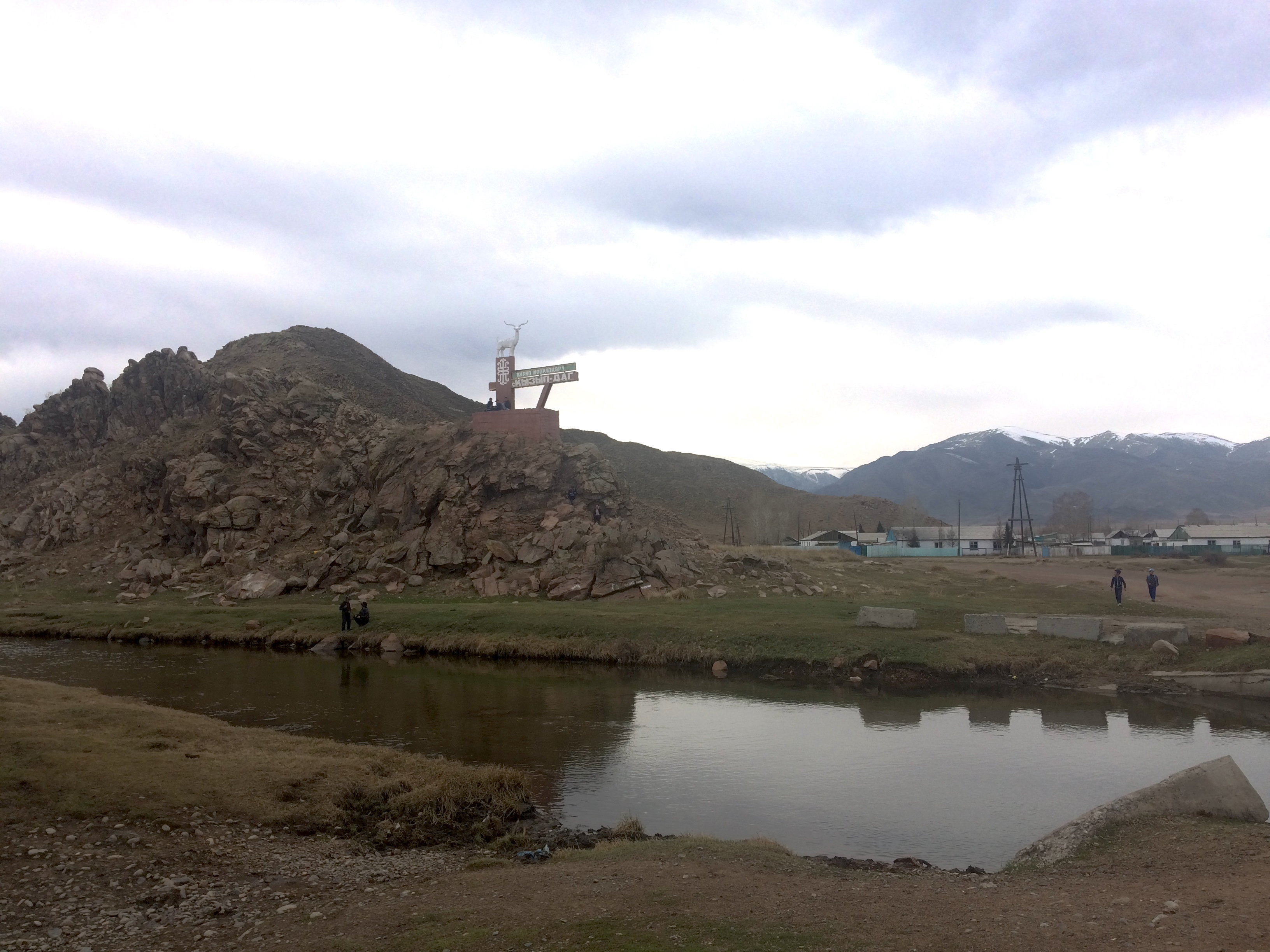
Въезд в село Кызыл-Даг Бай-Тайгинского кожууна Республики Тыва

Кызыл-Дагский сумон — административно-территориальная единица (сумон) и муниципальное образование со статусом сельского поселения в Бай-Тайгинском кожууне Тывы Российской Федерации.
Административный центр и единственный населённый пункт сумона — село Кызыл-Даг.

## Население
| 2017 | 2018 |
| ---- | ---- |
| 797  | ↘790 |

## Достопримечательности

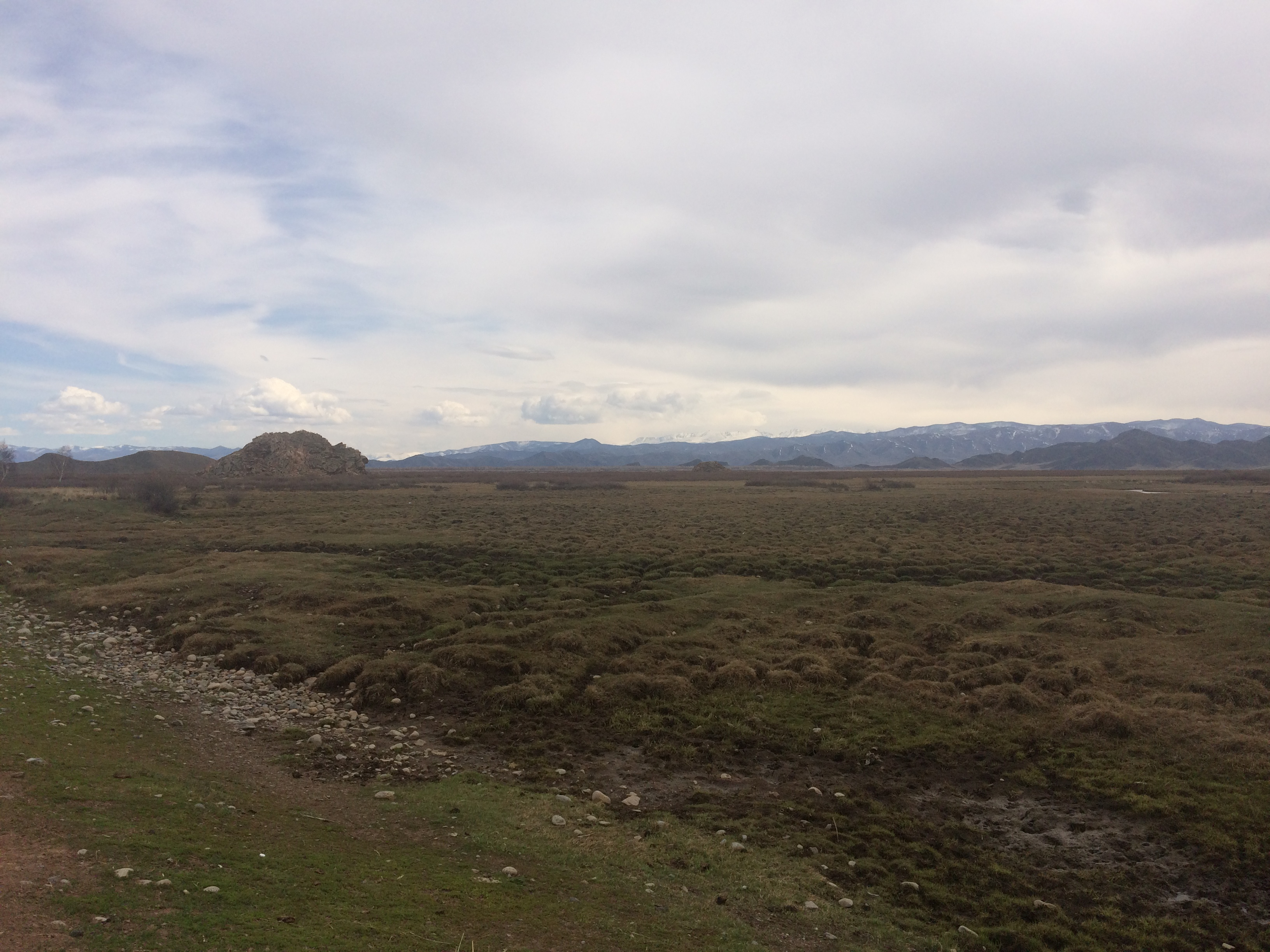
У въезда в село Кызыл-Даг Бай-Тайгинского кожууна Республики Тыва

- Целебный источник «Бел» - Аржаан «Бел» находится в 2-х км. от местечка «Тейлер», где ежегодно празднуют Освящение Оваа горы Бай-Тайга.
- Буддийский храм «Кооп-Соок» на местечке «Тейлер» - В 1857 году буддийский храм «Кооп-Соок» был построен на территории нынешнего села Кызыл-Даг, собственными силами народа.

## Известные личности
- Хертек Коштаевич Тойбухаа - Выдающийся камнерез Тувы, заслуженный художник РСФСР, лауреат Государственной премии РСФСР им. И. Е. Репина, народный художник Тувинской АССР, лауреат Государственной премии Тувинской АССР

- Кандан, Уруле Шыыраповна  — Герой Социалистического Труда;

- Серен-Чимит (Салчак) Зоя Сайн-Маадыровна  - шаман женской линии,   Ветеран Труда

—  Орден «Материнская слава»  III степени
—  Медаль Материнства I степени,
II степени
- Салчак Борбак-оол Допчаевич

— Заслуженный артист Республики Тыва